# 테트라헤드레인
테트라헤드레인(tetrahedrane, 테트라헤드란, 분자식: C4H4)은 4개의 탄소 원자가 정사면체의 각 꼭짓점에 배치되어 각 탄소 원자에 수소 원자 1개씩 결합한 구조를 가지는 탄화수소 분자이다. 무리 에너지가 커서 단독으로는 발견되지 않았으며 유도체만 발견되어 있다.
테트라헤드레인 화합물 합성은 성공하지 못하였다.

## 같이 보기
- 도데카헤드레인
- 큐베인